# AN/SSQ-110
AN/SSQ-110 — американский одноразовый управляемый гидроакустический буй системы EER (англ. Extended Echo Ranging, увеличенная дальность зондирования). Предназначен для сброса с самолётов и вертолётов.
Состоит из двух секций. Верхняя содержит электронное оборудование, аналогичное бую AN/SSQ-62, в нижней находятся два заряда взрывчатки Class A весом 1,9 кг каждый. После активизации буя заряды устанавливаются на глубине 4,5 и 6 м от поверхности. Радиопередатчик буя по предварительно выбранному УКВ-радиоканалу предаёт сигнал готовности. По сигналу с носителя заряды подрываются, эхо-сигнал транслируется по радиоканалу.
Модификация AN/SSQ-110А снабжена переключателем функций, позволяющая выбрать один из 99 фиксированных радиоканалов. Имеет также две предустановленные глубины установки.  Переключение с малой глубины на большую производится по радиокоманде.